# Šalom Levin
Šalom Levin (hebrejsky: שלום לוין, žil 1916 – 14. dubna 1995) byl izraelský politik a poslanec Knesetu za stranu Ma'arach.

## Biografie
Narodil se ve městě Rakaw v tehdejší Ruské říši (pak Polsko, dnes Bělorusko). V roce 1937 přesídlil do dnešního Izraele. Vystudoval učitelský seminář ve Vilniusu a obor literatura a dějiny na Hebrejské univerzitě, kde získal v roce 1976 doktorát.

## Politická dráha
V mládí byl aktivní v sionistickém hnutí he-Chaluc v Polsku. V letech 1955–1980 působil jako generální tajemník Svazu učitelů, pak i jeho předseda. V letech 1963–1968 zastával post prezidenta Mezinárodní federace učitelských odborů. Zasedal v ústředním výboru strany Mapaj a Strany práce.
V izraelském parlamentu zasedl poprvé po volbách v roce 1969, do nichž šel za formaci Ma'arach. Působil jako člen výboru pro vzdělávání a kulturu. Opětovně byl na kandidátce Ma'arach zvolen poslancem i po volbách v roce 1973. Byl členem výboru pro vzdělávání a kulturu, výboru pro zahraniční záležitosti a obranu a výboru pro ústavu, právo a spravedlnost. Ve volbách v roce 1977 nekandidoval. V letech 1977–1981 byl členem organizačního výboru odborového svazu Histadrut.